# 경릉 (고려 충렬왕)
경릉(慶陵)은 고려 제25대 충렬왕의 능이다. 1308년(충렬왕 34년) 음력 7월 충렬왕이 죽자 그 해 음력 10월에 마련하였으며, 현재 능의 위치는 알 수 없다.